# Dioctria calceata
Dioctria calceata är en tvåvingeart som beskrevs av Johann Wilhelm Meigen 1820. Dioctria calceata ingår i släktet Dioctria och familjen rovflugor. Inga underarter finns listade i Catalogue of Life.